# Amtsgericht Herbstein
Das Amtsgericht Herbstein war ein von 1879 bis 1968 bestehendes erstinstanzliches hessisches Gericht der ordentlichen Gerichtsbarkeit mit Sitz in der Stadt Herbstein.

## Geschichte
Mit dem Gerichtsverfassungsgesetz von 1877 wurden Organisation und Bezeichnungen der Gerichte reichsweit vereinheitlicht. Das Großherzogtum Hessen hob deshalb zum 1. Oktober 1879 das Landgericht Herbstein, das den Bezirk seit 1821 erstinstanzlich betreut hatte, auf. Ersetzt wurde es durch das Amtsgericht Herbstein, das zum Bezirk des ebenfalls neu errichteten Landgerichts Gießen gehörte. Zugleich wurden die Orte Dirlammen und Rudlos an das Amtsgericht Lauterbach abgegeben. Der Amtsgerichtsbezirk Herbstein setzte sich somit aus den Orten Altenschlirf, Bannerod, Bermuthshain, Crainfeld, Eichelhain, Eichenrod, Engelrod, Fleschenbach, Freiensteinau, Grebenhain, Gunzenau, Heisters, Herbstein, Hörgenau, Holzmühl, Hopfmannsfeld, Ilbeshausen, Lanzenhain, Metzlos, Metzlos-Gehaag, Nieder-Moos, Nösberts, Ober-Moos, Radmühl, Reichlos, Rixfeld, Salz, Schadges, Schlechtenwegen, Steinfurt, Stockhausen, Vaitshain, Weid-Moos, Wünsch-Moos und Zahmen zusammen. Mit Schadges und Stockhausen mussten aber schon zum 1. Januar 1888 zwei weitere Ortschaften an den Amtsgerichtsbezirk Lauterbach abgetreten werden.
Mit Wirkung vom 1. November 1949 wurden die Gemeinden Hartmannshain, Herchenhain und Volkartshain vom Amtsgericht Ortenberg abgetrennt und dem Amtsgericht Herbstein zugeteilt. Am 1. Juli 1957 verlor das Amtsgericht Herbstein seine Selbständigkeit und wurde endgültig – nachdem es dies schon zu Ende des Zweiten Weltkrieges war – zur Zweigstelle des Amtsgerichts Lauterbach. Am 1. Juli 1968 wurde auch diese Zweigstelle aufgehoben.